# Andy Rojas
Andy Emanuel Rojas Maroto (Grecia, 5 dicembre 2005) è un calciatore costaricano, attaccante del N.Y. Red Bulls e della nazionale costaricana.

## Carriera

### Club
Rojas è cresciuto nel settore giovanile dell'Herediano, con cui ha debuttato il 4 settembre 2022 nell'incontro di Primera División vinto 5-0 contro il Guadalupe. Il 31 agosto 2023 ha segnato il suo primo gol nell'incontro di CONCACAF Central American Cup vinto 2-1 contro il Comunicaciones.

### Nazionale
Ha debuttato con la nazionale costaricana il 6 giugno 2024 nell'incontro di qualificazione per il campionato mondiale 2026 vinto 4-0 contro Saint Kitts e Nevis in cui ha segnato una delle reti della sua squadra.
Il 7 febbraio 2025 viene acquistato in prestito dal N.Y. Red Bulls, in Major League Soccer, che lo aggrega al N.Y. Red Bulls II, mentre il 19 agosto successivo viene riscattato.

## Statistiche

### Presenze e reti nei club
Statistiche aggiornate al 7 giugno 2024.
| Stagione        | Squadra         | Campionato      | Campionato | Campionato | Coppe nazionali | Coppe nazionali | Coppe nazionali | Coppe continentali | Coppe continentali | Coppe continentali | Altre coppe | Altre coppe | Altre coppe | Totale | Totale | Totale |
| Stagione        | Squadra         | Comp            | Pres       | Reti       | Comp            | Pres            | Reti            | Comp               | Pres               | Reti               | Comp        | Pres        | Reti        | Pres   | Reti   |        |
| --------------- | --------------- | --------------- | ---------- | ---------- | --------------- | --------------- | --------------- | ------------------ | ------------------ | ------------------ | ----------- | ----------- | ----------- | ------ | ------ | ------ |
| 2022-2023       | Herediano       | PD              | 3          | 0          |                 | -               | -               | CCAC               | 4                  | 1                  |             | -           | -           | 7      | 1      |        |
| 2023-2024       | Herediano       | PD              | 40         | 8          |                 | -               | -               | CCC                | 5                  | 1                  |             | -           | -           | 45     | 9      |        |
| Totale carriera | Totale carriera | Totale carriera | 43         | 8          |                 | -               | -               |                    | 9                  | 2                  |             | -           | -           | 52     | 10     |        |

### Cronologia presenze e reti in nazionale
| Cronologia completa delle presenze e delle reti in nazionale ― Costa Rica | Cronologia completa delle presenze e delle reti in nazionale ― Costa Rica | Cronologia completa delle presenze e delle reti in nazionale ― Costa Rica | Cronologia completa delle presenze e delle reti in nazionale ― Costa Rica | Cronologia completa delle presenze e delle reti in nazionale ― Costa Rica | Cronologia completa delle presenze e delle reti in nazionale ― Costa Rica | Cronologia completa delle presenze e delle reti in nazionale ― Costa Rica | Cronologia completa delle presenze e delle reti in nazionale ― Costa Rica |
| Data                                                                      | Città                                                                     | In casa                                                                   | Risultato                                                                 | Ospiti                                                                    | Competizione                                                              | Reti                                                                      | Note                                                                      |
| ------------------------------------------------------------------------- | ------------------------------------------------------------------------- | ------------------------------------------------------------------------- | ------------------------------------------------------------------------- | ------------------------------------------------------------------------- | ------------------------------------------------------------------------- | ------------------------------------------------------------------------- | ------------------------------------------------------------------------- |
| 6-6-2024                                                                  | San José                                                                  | Costa Rica                                                                | 4 – 0                                                                     | Saint Kitts e Nevis                                                       | Qual. Mondiali 2026                                                       | 1                                                                         | 78’                                                                       |
| 28-6-2024                                                                 | Glendale                                                                  | Colombia                                                                  | 3 – 0                                                                     | Costa Rica                                                                | Coppa America 2024 - 1º turno                                             | -                                                                         | 83’                                                                       |
| 9-9-2024                                                                  | Città del Guatemala                                                       | Guatemala                                                                 | 0 – 0                                                                     | Costa Rica                                                                | CONCACAF Nations League 2024-2025 - 1º turno                              | -                                                                         | 73’                                                                       |
| 14-11-2024                                                                | San José                                                                  | Costa Rica                                                                | 0 – 1                                                                     | Panama                                                                    | CONCACAF Nations League 2024-2025 - Quarti di finale                      | -                                                                         | 75’                                                                       |
| 23-1-2025                                                                 | Orlando                                                                   | Stati Uniti                                                               | 3 – 0                                                                     | Costa Rica                                                                | Amichevole                                                                | -                                                                         | 69’                                                                       |
| 21-3-2025                                                                 | Belmopan                                                                  | Belize                                                                    | 0 – 7                                                                     | Costa Rica                                                                | Qual. Gold Cup 2025                                                       | -                                                                         | 68’                                                                       |
| 25-3-2025                                                                 | San José                                                                  | Costa Rica                                                                | 6 – 1                                                                     | Belize                                                                    | Qual. Gold Cup 2025                                                       | -                                                                         | 63’                                                                       |
| 7-6-2025                                                                  | Bridgetown                                                                | Bahamas                                                                   | 0 – 8                                                                     | Costa Rica                                                                | Qual. Mondiali 2026                                                       | -                                                                         | 46’                                                                       |
| 10-6-2025                                                                 | San José                                                                  | Costa Rica                                                                | 2 – 1                                                                     | Trinidad e Tobago                                                         | Qual. Mondiali 2026                                                       | -                                                                         | 78’                                                                       |
| 15-6-2025                                                                 | San Diego                                                                 | Costa Rica                                                                | 4 – 3                                                                     | Suriname                                                                  | Gold Cup 2025 - 1° turno                                                  | -                                                                         | 85’                                                                       |
| 18-6-2025                                                                 | Arlington                                                                 | Costa Rica                                                                | 2 – 1                                                                     | Rep. Dominicana                                                           | Gold Cup 2025 - 1° turno                                                  | -                                                                         | 80’                                                                       |
| 22-6-2025                                                                 | Paradise                                                                  | Messico                                                                   | 0 – 0                                                                     | Costa Rica                                                                | Gold Cup 2025 - 1° turno                                                  | -                                                                         | 58’                                                                       |
| 29-6-2025                                                                 | Minneapolis                                                               | Stati Uniti                                                               | 2 – 2 (4 – 3 dtr)                                                         | Costa Rica                                                                | Gold Cup 2025 - Quarti di finale                                          | -                                                                         | 58’                                                                       |
| Totale                                                                    |                                                                           | Presenze                                                                  | 13                                                                        |                                                                           | Reti                                                                      | 1                                                                         |                                                                           |

## Palmarès
- Campionato costaricano: 1

Herediano: Apertura 2024